# Дом 52 на проспекте Мира/ Дом 1 в Петровском переулке
Дом № 52 на проспекте Мира/ Дом № 1 в Петровском переулке — памятник архитектуры и истории во Владикавказе, Северная Осетия. Выявленный объект культурного наследия России. Памятник, связанный с историей Владикавказа. Находится на проспекте Мира, д. 52/ Петровский переулок, д. 1.
Соседствует с домом № 54, который в прошлом был гостиницей «Гранд-Отель» (объект культурного наследия).
Здание построено в 1875 году и принадлежало купцу Морозову. В этом доме в 1906—1922 годах проживал Платон Давидович Иобидзе. В 1906—1907 годах его квартира была местом конспиративных встреч и хранения нелегальной литературы социал-демократов Владикавказа, где некоторое время работала подпольная типография Терско-Дагестанского комитета РСДРП.